# Kamiel van Baelen
Kamiel van Baelen (* 15. August 1915 in Turnhout; † 11. April 1945 in Dachau) war ein flämischer Schriftsteller, der seine (praktische) Widerstandsarbeit gegen die faschistische Besatzung im Alter von nur 29 mit dem Leben bezahlte.
Nach einem Studium am Kleinen Seminar in Mechelen ist Baelen zunächst als Lehrer in Antwerpen, dann als Privatlehrer in Lausanne tätig. Sein Debüt als Erzähler gibt er 1937 mit einem Kinderbuch. Nach Ausbruch des Zweiten Weltkrieges in seine (nordbelgische) Heimatstadt Turnhout zurückgekehrt, beteiligt er sich am Widerstand, ohne deshalb das Schreiben aufzugeben. Zwar ringen seine Romanfiguren auf ihre Suche nach dem Glück mit dem alten Konflikt zwischen Materie und Geist, doch in der Darstellung bevorzugt der gläubige Christ Baelen Symbol, Diskurs und filmische Schnitte, womit er sich bereits der experimentellen Prosa der Nachkriegszeit nähert. Sein Werk bleibt Fragment. 1944 verhaftet, wird er nach Dachau verschleppt, wo er kurz vor Kriegsende umkommt. In Turnhout ist eine Straße nach Baelen benannt.

## Werke
- Brammetje knapt het op (Brammetje erholt sich), Kinderbuch, 1937
- De oude symphonie van ons hart (Die alte Symphonie des Herzens), Roman, 1943
- Een mensch op den weg (Ein Mensch auf der Straße), Roman, 1944
- Gebroken melodie, unvollendeter Roman, 1946
- Zes gedichten in handschrift, 1980
- Volledig werk (Gesamtausgabe in zwei Bänden), 1981